# Houdetot
Houdetot ist eine französische Gemeinde im Département Seine-Maritime in der Region Normandie. Sie hat 194 Einwohner (Stand: 1. Januar 2022) und gehört zum Kanton Saint-Valery-en-Caux und zum Arrondissement Dieppe. Die Einwohner werden Houdetotais genannt.

## Geografie
Houdetot liegt etwa 45 Kilometer westsüdwestlich von Dieppe und etwa zehn Kilometer südlich der Alabasterküste. Umgeben wird Houdetot von den Nachbargemeinden Angiens im Norden, Saint-Pierre-le-Viger im Osten und Nordosten, Fontaine-le-Dun im Osten, Bourville im Süden und Südosten, Héberville im Süden sowie Ermenouville im Westen und Südwesten.

## Bevölkerungsentwicklung
| Jahr                      | 1962 | 1968 | 1975 | 1982 | 1990 | 1999 | 2006 | 2013 |
| Einwohner                 | 193  | 167  | 153  | 135  | 136  | 135  | 158  | 165  |
| Quelle: Cassini und INSEE |      |      |      |      |      |      |      |      |

## Sehenswürdigkeiten
- Kirche Saint-Pierre aus dem 13. Jahrhundert

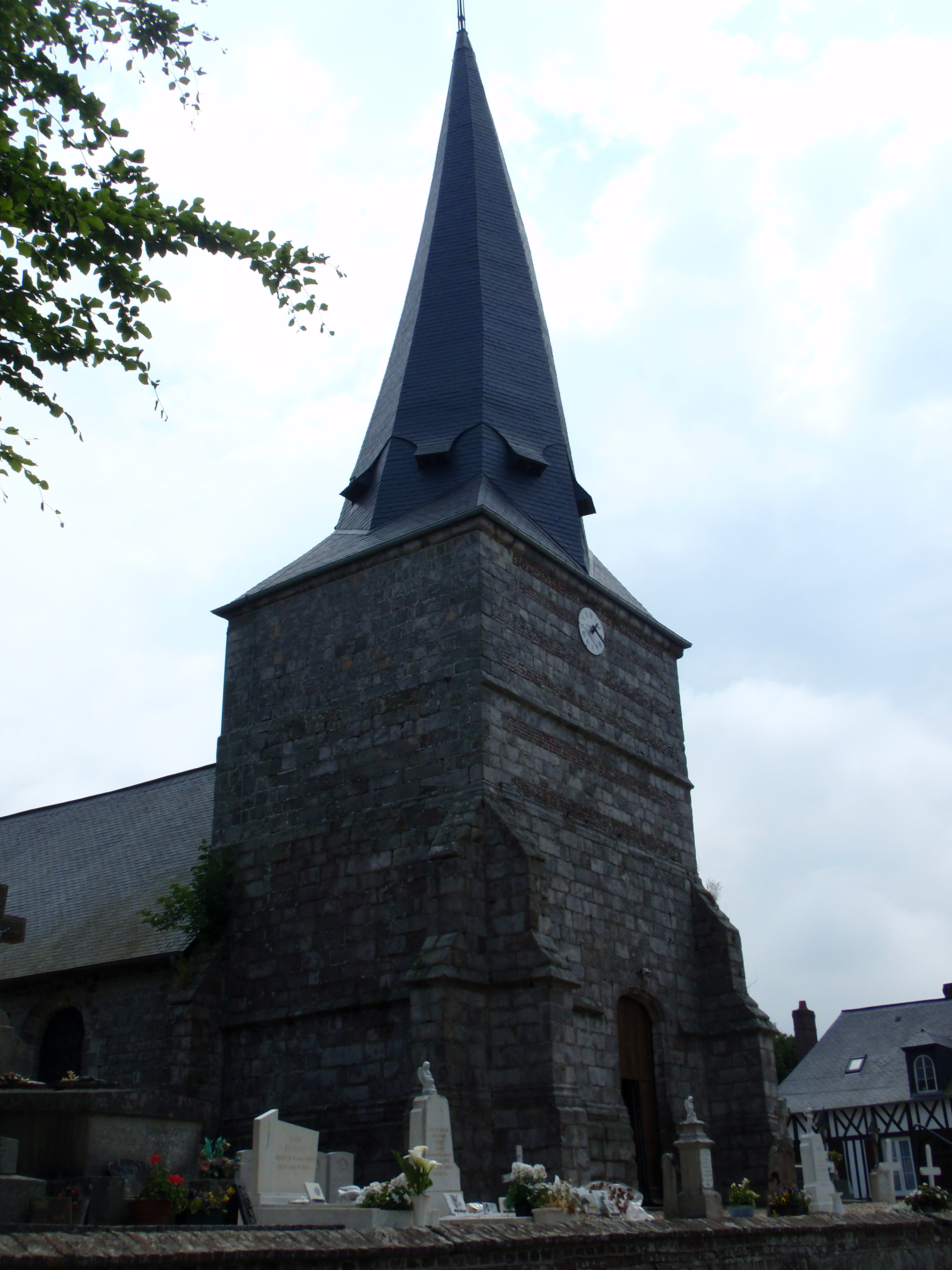
Kirche Saint-Pierre

## Persönlichkeiten
Mit dem Ort ist der Name des Adelsgeschlechts der Grafen von Houdetot (comtes d’Houdetot) verbunden. Zu dieser Familie gehörten u. a. (durch Heirat) die Enzyklopädistin und Salondame Sophie Elisabeth Lalive de Bellegarde, der französische General César Louis Marie François Ange d’Houdetot und der Schriftsteller Adolphe d’Houdetot.